# Разлог (бухта)

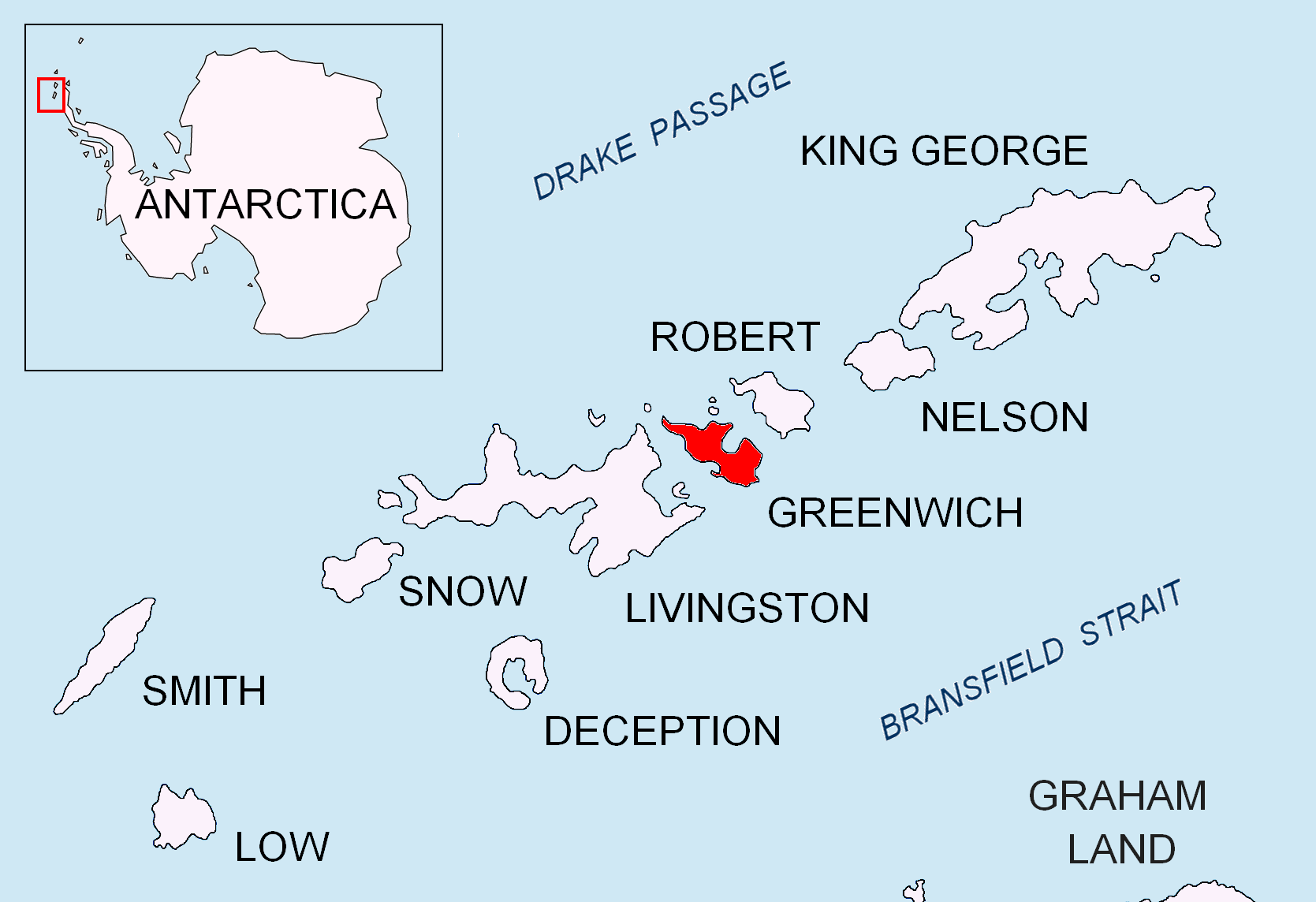
Розташування острова Гринвіч на Південних Шетландських островах.

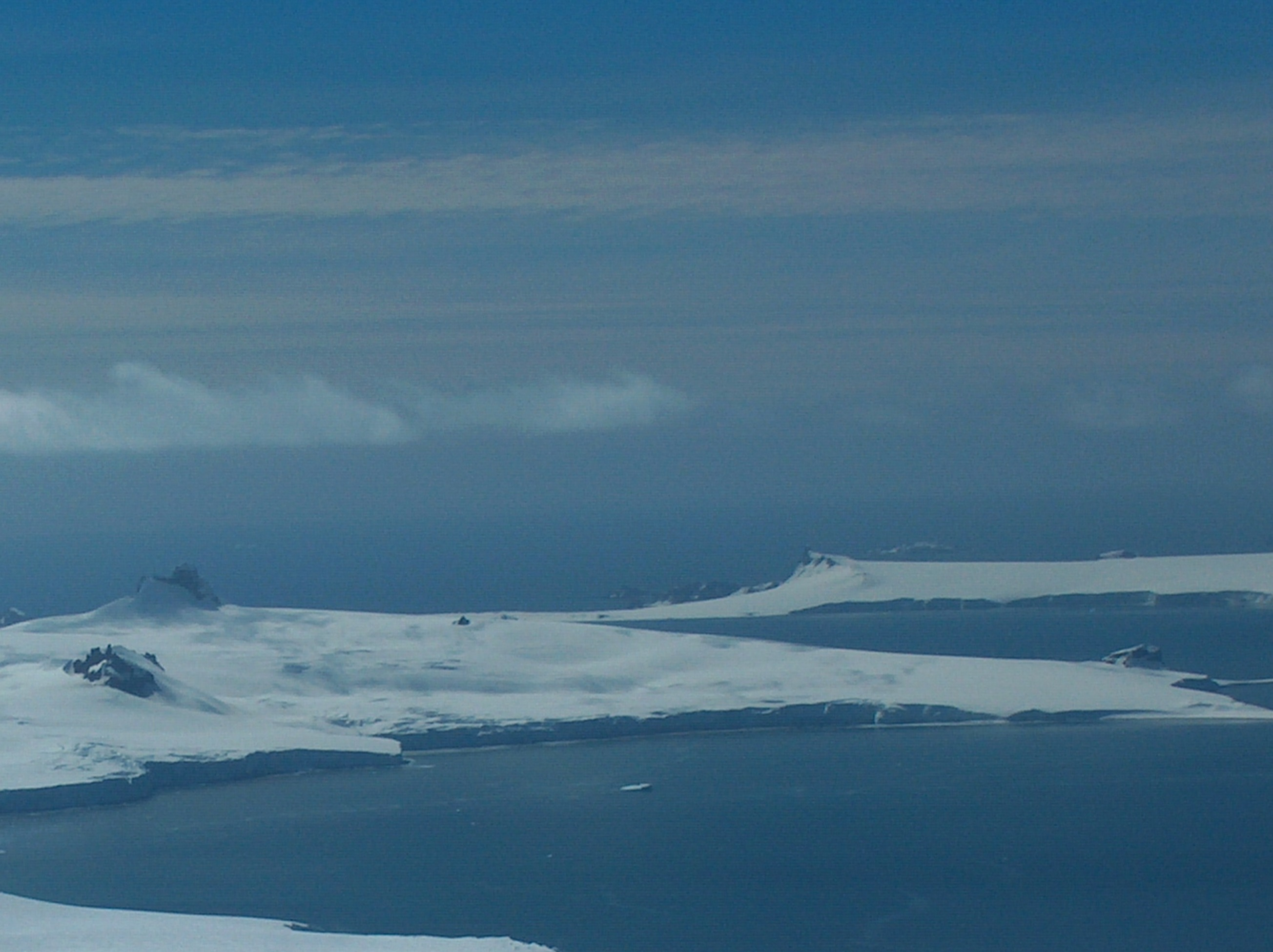
Бухта Разлог на дальній стороні острова Гринвіч на задньому плані.

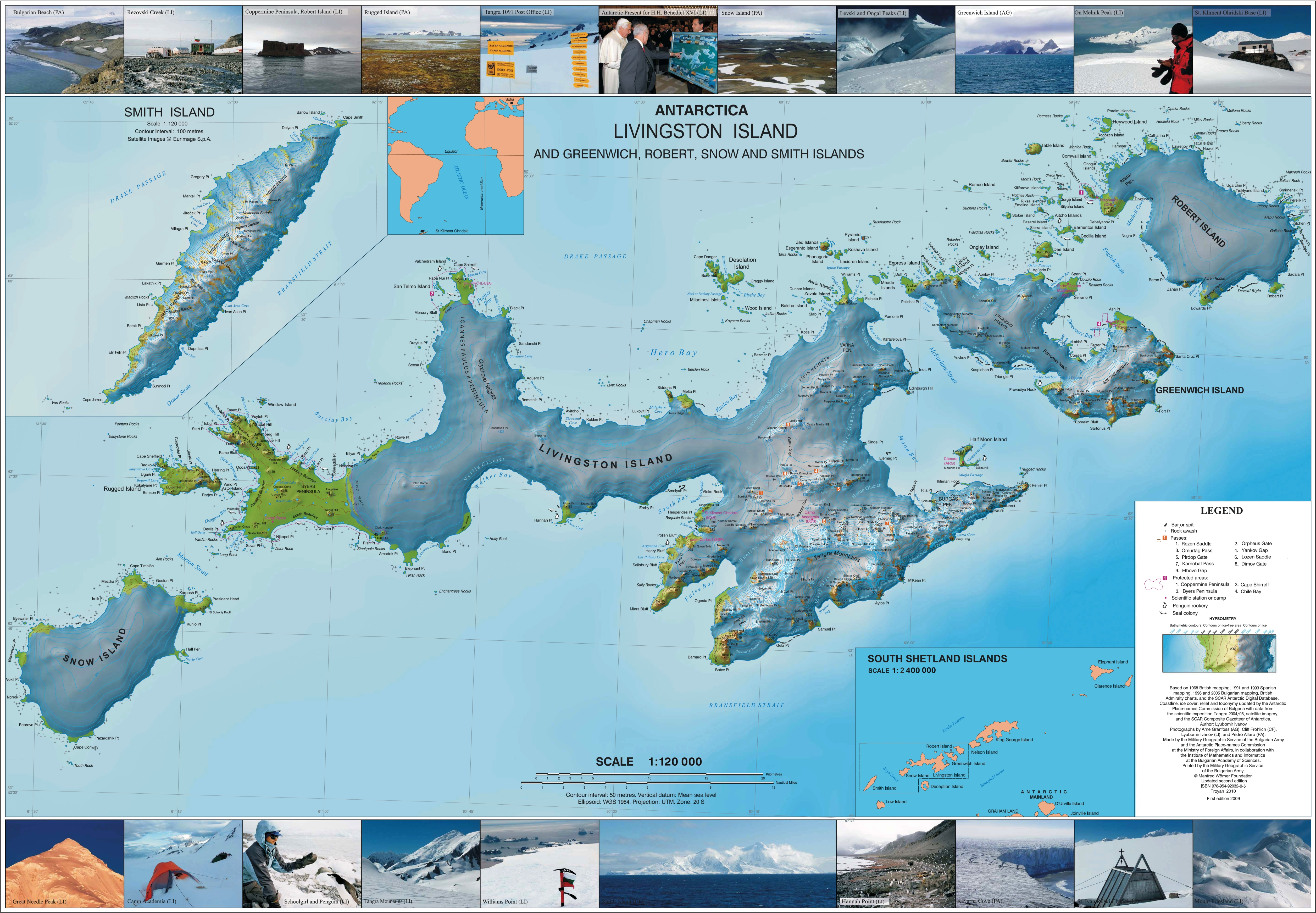
Топографічна карта островів Лівінгстон, Гринвіч, Роберт, Сноу та Сміт.

62°26′50″ пд. ш. 60°00′00″ зх. д. / 62.44722222° пд. ш. 60° зх. д.
Бухта Разлог (болг. Разложки залив, трансліт. Razlozhki zaliv, IPA: [rɐzˈɫɔʃki ˈzalif]) - бухта шириною 2,1 км, відступаюча на 1,7 км від північного узбережжя острова Гринвіч на Південних Шетландських островах, Антарктида.
Бухта названа на честь міста Разлог на південному заході Болгарії .

## Розташування
Бухта Разлог знаходиться за координатами 62°26′50″ пд. ш. 60°00′00″ зх. д. / 62.44722° пд. ш. 60.00000° зх. д.

## Мапи
- Л. Л. Іванов та ін. Антарктида: острів Лівінгстон та острів Гринвіч, Південні Шетландські острови . Масштаб 1: 100000 топографічної карти. Софія.
- Л. Л. Іванов. Антарктида: острови Лівінгстон та Гринвіч, Роберт, Сноу та Сміт . Масштаб 1: 120000 топографічної карти. Троян: Фонд Манфреда Вернера, 2009.ISBN 978-954-92032-6-4

## Зовнішні посилання
- Бухта Разлог. Супутникове зображення Copernix

Ця статя містить інформацію з Антарктичної комісії з географічних назв Болгарії, яка використовується з дозволу.